# Cộng đồng các quốc gia nói tiếng Bồ Đào Nha
Cộng đồng các quốc gia nói tiếng Bồ Đào Nha (Tiếng Bồ Đào Nha: Comunidade dos Países de Língua Portuguesa; viết tắt là CPLP)  là một tổ chức liên chính phủ của các quốc gia Lusophone trên bốn châu lục, nơi tiếng Bồ Đào Nha là một ngôn ngữ chính thức, chủ yếu là của các thuộc địa cũ của Đế quốc Bồ Đào Nha. CPLP hoạt động như một diễn đàn đa phương đặc quyền cho sự hợp tác lẫn nhau của chính phủ của các thành viên, trên cả cấp điều hành và cấp bộ, các tổ chức phi chính phủ và các chi nhánh khác nhau của chính CPLP.

## Đào tạo và các nước thành viên
CPLP đã được tạo trên Ngày 17 tháng 7 năm 1996 bởi bảy quốc gia: Angola, Brasil, Cabo Verde, Guiné-Bissau, Mozambique, Bồ Đào Nha và São Tomé và Príncipe. Năm 2002, sau khi giành được độc lập, Đông Timor gia nhập tổ chức này với tư cách là một quốc gia thành viên.
Brasil, sáu quốc gia thành viên châu Phi và Đông Timor đều là những thuộc địa cũ của Bồ Đào Nha.
Lưu ý rằng một số quốc gia hoặc vùng lãnh thổ khác có vẻ quan tâm đến tư cách thành viên CPLP (xem bên dưới). Hầu hết có mối quan hệ lịch sử với Bồ Đào Nha. Trong một số, người ta thực hành một hình thức tiếng Bồ Đào Nha Creole với cơ sở tiếng Bồ Đào Nha.

## Tầm quan trọng của CPLP
Tiếng Bồ Đào Nha nói cộng đồng có dân số 240 triệu và tổng diện tích của tất cả các quốc gia thành viên được tương đương với 10.750.000 km², khoảng hơn kích thước của Canada, Trung Quốc hoặc Hoa Kỳ.
Kể từ khi thành lập, CPLP đã có hành động quyết định đối với một số quốc gia, như: São Tomé và Principe hoặc Guiné-Bissau, nơi tổ chức đã tránh đảo chính và sau đó khuyến khích cải cách kinh tế (đối với São Tomé và Principe) và cải cách dân chủ (ở Guiné-Bissau).